# Leicester Hemingway
Leicester Clarence Hemingway (Oak Park, Illinois; 1 de abril de 1915-Miami Beach, Florida; 13 de septiembre de 1982) fue un escritor estadounidense.

## Biografía
Era el hermano más joven del legendario escritor Ernest Hemingway. Creó seis libros, dentro de ellos su primera novela, titulada The Sound of the Trumpet (1953), basada en sus propias experiencias en Francia y Alemania durante la Segunda Guerra Mundial. En 1961, Leicester publicó My Brother, Ernest Hemingway, una biografía de su hermano. Fue una obra muy bien recibida por la crítica y le trajo el reconocimiento como escritor por su propio derecho y significativas recompensas monetarias. Con el capital de su trabajo, Hemingway creó la micronación de New Atlantis en una balsa en el Caribe, pensada para servir de cuartel para la investigación de los marines. El proyecto terminó cuando New Atlantis fue destruido por un huracán después de unos pocos años de comenzado.
Leicester Hemingway se suicidó en 1982 tras sufrir durante años diabetes mellitus, enfermedad que le obligó a someterse a numerosas intervenciones quirúrgicas.

### Citas
1. ↑  Menefee, 1994, pp. 104-105.